# Maria Magdalena od Wcielenia
Maria Magdalena od Wcielenia, właśc. Katarzyna Sordini, wł. Caterina Sordini (ur. 16 kwietnia 1770 w Porto Santo Stefano w Toskanii, zm. 29 kwietnia 1824 w Rzymie) – włoska tercjarka franciszkańska (OFS), założycielka Zgromadzenia Adoratorek Najświętszego Sakramentu, błogosławiona Kościoła rzymskokatolickiego.
Była czwartym z dziewięciorga dzieci swoich rodziców. W lutym 1788 roku odwiedziła klasztor franciszkański św. Filipa i Jakuba w Ischia di Castro. Sześć miesięcy później, w wieku 19 lat, złożyła śluby zakonne i otrzymała imię zakonne Maria Magdalena od Wcielenia.
19 lutego 1789 roku miała wizję Jezusa Chrystusa siedzącego na tronie łaski w Najświętszym Sakramencie w otoczeniu dziewic. Następstwem było założenie zakonu Adoratorek Najświętszego Sakramentu.
Maria Magdalena od Wcielenia zmarła mając 54 lata w opinii świętości.
Została beatyfikowana przez papieża Benedykta XVI w dniu 3 maja 2008 roku.